# Hanne Wieder
Hanne Wieder (8 de mayo de 1925-11 de mayo de 1990) fue una actriz y artista de cabaret de nacionalidad alemana. 

## Biografía
Nacida en Hann. Münden, Alemania, única hija del oficial de policía Georg Wieder, se crio en diferentes lugares. En 1940 abandonó sus estudios, recibiendo después formación como actriz en la escuela del Badisches Staatsteather Karlsruhe. Sus primeros compromisos como intérprte la llevaron a Stuttgart y Tubinga.
Hanne Wieder formó parte del elenco del cabaret de Düsseldorf Kom(m)ödchen durante la ocupación aliada de Alemania. Además, Hanne Wieder fue considerada una de las intérpretes más calificadas de la obra de Kurt Tucholsky, Walter Mehring y Klabund. El compositor Friedrich Hollaender le dedicó la canción Circe, en la actualidad parte del repertorio de los artistas de cabaret. Wieder también interpretó poemas de Mascha Kaléko.
En las décadas de 1960 y 1970, Wieder disminuyó sus actuaciones como artista de cabaret político. Sin embargo, incrementó su trabajo como cantante, interpretando composiciones de Richard Rodgers y Cole Porter en programas de televisión y en producciones discográficas. Con el joven James Last grabó una de las pocas producciones completas de La ópera de tres centavos, de Bertolt Brecht.
Como actriz cinematográfica, Wieder trabajó junto a Heinz Rühmann en la película Grieche sucht Griechin, adaptación de la novela de Friedrich Dürrenmatt. En Das Spukschloß im Spessart encarnaba a una fantasma que recuperaba su cuerpo con la ayuda de una poción mágica. Por su interpretación de Marga en el film Das Mädchen Rosemarie, Wieder recibió en el año 1958 el Premio de la Crítica Alemana.
Como actriz de voz, Wieder trabajó en El exorcista, así como en la adaptación a la radio de La historia interminable, en la cual encarnaba a la Vetusta Morla. 
La artista fue una de las firmantes de la confesión Wir haben abgetrieben! (Abortamos), publicada en la revista Stern el 6 de junio de 1971 como parte de las acciones iniciadas por Alice Schwarzer a favor de la despenalización del aborto.
Hanne Wieder falleció en Feldafing, Alemania, en el año 1990, a causa de un cáncer. Fue enterrada en Feuerbach (Stuttgart).

## Discografía

### CD
- Einzigartig (Bear Family Records BCD 16011 AH)
- Chansons  (Polyphon 843 918-2)
- Varios artistas - Schauspieler singen Tucholsky. Heute zwischen Gestern und Morgen [197?]   (Bell Records 89 199), 2007
- Varios artistas - Die Dreigroschenoper [1968] (Polydor 543 563-2)
- Mascha Kaléko spricht mit Mascha Kaléko, Hanne Wieder singt 4 Chansons nach Texten von Mascha Kaléko [1963]   (Deutsche Grammophon Literatur 171 4732), 2007
- Varios artistas - Kurt Tucholsky Chanson Briefe Prosa [1970] (Deutsche Grammophon Literatur 429 844-2), 1989
- Varios artistas - Wie das Leben so spielt (Munich Records 030032), 1994
- Varios artistas - Chansons und Liederliches (Da Music 870993-2), 2002
- Varios artistas - Klabunterbunt – 2 CDs (Edel CLASSICS 0014682BC, Berlín – EAN: 4009880146828) 2008

### LP
- Frivolitäten  –  10 Diseusen – 10 Chansons  (Polydor J 73555)
- Hanne Wieder singt Chansons (Elite SOLP-306, CH 1964)
- Hanne Wieder / Ernst Stankowski singen Chansons (Elite SOLP 415, CH 19[] )
- Enthüllungen einer Striptease-Tänzerin. 12 Chansons mit Hanne Wieder  (Amati [...] )
- Immer wieder Hanne Wieder (Jupiter 87 526 / Jupiter 6.24811)

### Single
- Enthüllungen einer Striptease-Tänzerin ּ Ein Neandertaler (Jupiter 176, 1962)
- Circe ּ Wiener Schmarrn (Jupiter 147, 1963)
- James, halt die Leiter grade ּ Bring' mich nachhaus (Jupiter 178)
- The moon of Alabama ּ Wie man sich bettet, so liegt man (Jupiter 190)
- Das Leben kann so schön sein ּ Dolce Vita (Ariola 52 140)
- Überall ist Liebe ּ Du hast so etwas, Billy  (Ariola 52 269)

### EP
- Hanne Wieder singt Chansons von Klabund: Die Harfenjule ּ Das Obdachlosenasyl ּ Da muss ich fliegen ּ Ich baumle mit de Beene (Deutsche Grammophon Gesellschaft 34 034, 1961)
- Irma la Douce: Ah, dis donc! ּ Ein Blick von dir ּ Ja das gibt’s nur in Paris ּ Irma la Douce (Ariola 36 632, 1963)
- Hanne Wieder singt Chansons von Mascha Kaléko: Das letzte Mal ּ Jugendliebe a. D. ּ Der nächste Morgen ּ Kurzer Epilog  (Deutsche Grammophon Gesellschaft 34 055, 1963)
- Denn es ist wunderbar ּ Wohin will mein Herz ּ Matador ּ Noch einmal (Amanda 1545, 19[ ])
- Originalaufnahmen aus dem Constantin-Farbfilm „Das Haus in Montevideo“: Einleitung - Der erste Schritt vom rechten Weg ּ Assado ּ Wir wandern  ּ Zauber der Liebe  (Polydor 50026, 1962)

## Filmografía
- 1958 : Mit Eva fing die Sünde an
- 1958 : Heiße Ware
- 1958 : Das Mädchen Rosemarie
- 1959 : Labyrinth
- 1959 : Marili
- 1960 : Das Spukschloß im Spessart
- 1961 : Mörderspiel
- 1961 : Chikita
- 1962 : Schneewittchen und die sieben Gaukler
- 1963 : Wochentags immer
- 1963 : Das Haus in Montevideo
- 1963 : Es war mir ein Vergnügen
- 1964 : Slim Callaghan greift ein (serie TV), episodio Liebelei in Moll
- 1965 : Die Katze im Sack (miniserie)
- 1966 : Graf Bobby, der Schrecken des Wilden Westens
- 1966 : Melissa (miniserie)
- 1966 : Grieche sucht Griechin
- 1970 : O Happy Day
- 1975 : Flirt von gestern (TV)
- 1976 : Rosemaries Tochter
- 1977 : Der Alte (serie TV), episodio Toccata und Fuge
- 1982 : Trauma
- 1985 : Polizeiinspektion 1 (serie TV), episodio Geistige Erneuerung
- 1986 : Paradies

## Audiolibros y radioteatro (selección)
- Rolf y Alexandra Becker: Gestatten, mein Name ist Cox, dirección de Hans Gertberg. Nordwestdeutscher Rundfunk 1952. Jumbo Neue Medien 2005
- Georges Simenon: Maigret und die Bohnenstange. Dirección de Heinz-Günter Stamm. BR 1961. Der Audio Verlag 2005.